# Josh Nebo
Joshua Okechukwu "Josh" Nebo (Houston (Texas); 19 de julio de 1997) es un jugador profesional estadounidense nacionalizado esloveno de baloncesto, que actualmente juega para el Olimpia Milano de la Lega Basket Serie A y la Euroliga. Con 2,06 de altura, juega en la posición de pívot.

## Profesional
Es un ala-pívot formado en Cypress Lakes High School en Texas antes de formar parte de la Universidad Saint Francis, situada en Loretto, Pensilvania, en la que ingresó en 2015 para jugar durante dos temporadas con los Saint Francis Red Flash. Tras una temporada en blanco, en 2018 ingresaría en la Universidad de Texas A&M para jugar durante dos temporadas con los Texas A&M Aggies. En la temporada 2019-20, promedia la cifra de 12,5 puntos 6,2 rebotes por partido.
Tras no ser elegido en el draft de la NBA de 2020, el 6 de julio de 2020, firma por Hapoel Eilat B.C. de la Ligat ha'Al israelí.
El 21 de junio de 2021, Josh firmó con el Žalgiris Kaunas de la Liga de Baloncesto de Lituania. Jugando para ellos en la Euroliga, Nebo fue titular en 17 de 28 partidos y promedió 8,8 puntos (65% desde el rango de 2 puntos) y 6,2 rebotes (el sexto mejor de la liga).
El 1 de julio de 2022, Josh firmó con el Maccabi Tel Aviv de la Ligat Winner. En 39 partidos de la Euroliga (33 como titular), promedió 7,4 puntos y 6,2 rebotes en 22 minutos por partido. El 18 de julio de 2023, Nebo renovó su contrato con el conjunto israelí.
El 24 de junio de 2024 se anuncia su fichaje por el Olimpia Milano de la Lega Basket Serie A y la Euroliga por 2 temporadas.

## Selección nacional
En junio de 2024, el jugador tejano recibe el pasaporte esloveno para así poder participar en la clasificatoria a los Juegos Olímpicos de París 2024. El 23 de junio de 2024 debuta con su selección en un partido amistoso ante la selección de baloncesto de Lituania firmando 9 puntos y 8 rebotes.

## Características como jugador
Josh Nebo es un pívot muy atlético, capaz de trabajar correctamente en ambas partes de la pista, pero sobre todo en ataque es donde su juego destaca mayormente con excelentes finalizaciones cerca del aro y un gran juego por encima del aro gracias a sus impresionantes muelles. Todas estas características hacen que el estadounidense sea considerado uno de los mejores pívots de toda la Euroliga.